# Helmut Kohl (arbitre)
Pour l’homme politique, voir Helmut Kohl. Pour les personnes ayant le même patronyme, voir Kohl.
Helmut Kohl (né le 8 février 1943 et mort le 26 septembre 1991) est un ancien arbitre autrichien de football. Il arbitre de 1981 à 1990, devenant arbitre international FIFA en 1984.

## Carrière
Il officie dans plusieurs compétitions majeures : 
- Supercoupe de l'UEFA 1989 (match aller)
- Coupe des clubs champions européens 1989-1990 (finale)
- Coupe du monde de football de 1990 (3 matchs)